# میخائیل اولیانوف (دیپلمات)
میخائیل ایوانوویچ اولیانوف (متولد ۲۳ اوت ۱۹۵۸، مسکو) کارمند دولتی و دیپلمات روسی است. او از ۲۳ ژانویه ۲۰۱۸ نماینده دائم فدراسیون روسیه در سازمان‌های بین‌المللی در وین است و به زبان انگلیسی تسلط دارد. وی متأهل است و یک دختر دارد.

## زندگی‌نامه
میخائیل اولیانوف در سال ۱۹۸۰ از مؤسسه دولتی تاریخ و آرشیو مسکو (MGIAI) فارغ‌التحصیل شد و وارد خدمات دیپلماتیک شد.
- در ۱۹۸۰–۱۹۸۶ - کارمند بخش تاریخی و دیپلماتیک وزارت امور خارجه اتحاد جماهیر شوروی.
- در سال‌های ۱۹۸۶–۱۹۹۰، او کارمند بخش سازمان‌های بین‌المللی وزارت امور خارجه اتحاد جماهیر شوروی بود.
- در سال ۱۹۹۰–۱۹۹۵، او کارمند مأموریت دائم اتحاد جماهیر شوروی (از سال ۱۹۹۱ - روسیه) در سازمان ملل در نیویورک بود.
- در سال‌های ۱۹۹۵–۱۹۹۸، او کارمند بخش سازمان‌های بین‌المللی وزارت امور خارجه فدراسیون روسیه بود.
- در سالهای ۱۹۹۸–۲۰۰۲، او در مأموریت دائمی روسیه در ناتو در بروکسل کار کرد.
- در سال‌های ۲۰۰۲–۲۰۰۴، او رئیس بخش سازمان‌های بین‌المللی وزارت خارجه روسیه بود.
- از ژانویه ۲۰۰۴ تا سپتامبر ۲۰۰۶ - معاون اداره امور امنیت و خلع سلاح وزارت خارجه روسیه.
- از سپتامبر ۲۰۰۶، او رئیس هیئت روسیه در مذاکرات وین در مورد امنیت نظامی و کنترل تسلیحات بوده‌است.
- وی در سال‌های ۲۰۱۱–۲۰۱۴ مدیر بخش امنیت و خلع سلاح وزارت خارجه روسیه بود.
- در سال‌های ۲۰۱۴–۲۰۱۷، او مدیر بخش منع گسترش و کنترل تسلیحات وزارت خارجه روسیه بود.
- از ۲۳ ژانویه ۲۰۱۸ - نماینده دائم فدراسیون روسیه در سازمان‌های بین‌المللی در وین (اتریش).